# Macrostylis latifrons
Macrostylis latifrons là một loài chân đều trong họ Macrostylidae. Loài này được Beddard miêu tả khoa học năm 1886.